# Tommaso Sgricci
Tommaso Sgricci (1789-1836) est un acteur italien, célèbre pour son talent à improviser la tragédie.

## Biographie
Né à Castiglion Fiorentino en Toscane dans une famille modeste, Tommaso Sgricci est l'un des derniers héritiers de la tradition des improvvisatori italiens. Il pratique l'improvisation dès son jeune âge, et arrive à en vivre à partir de 1813, année où il commence sa vie de tournées à travers toute l'Italie et même à l'étranger. Il sait comme nul autre créer de la « poésie spontanée » en utilisant le langage poétique italien fait de phrases préfabriquées et convenues, et à l'interpréter spectaculairement sur scène, en déclamant si vite que son auditoire ne peut évaluer la qualité des vers. 
Réussissant à remplir des théâtres entiers, il reçoit un accueil délirant. Lors de ces spectacles, il invite généralement l'auditoire à inscrire des sujets sur des billets : après en avoir tiré un, il compose en direct une pièce entière en vers (mais non en rimes) et en récite tous les rôles. Lors d'un passage à Paris en 1824, il s'y fait entendre devant une société choisie et y improvise avec succès des tragédies en cinq actes sur les thèmes de Bianca Cappello et la Mort de Charles Ier. Il improvise en 1825 devant le grand-duc de Toscane une tragédie sur la Mort de Marie Stuart et réussit si bien que, dans l'élan de son admiration, le prince lui assure une pension de 2400 livres.
Son succès lui permet de ne pas cacher son homosexualité, et il crée autour de lui un parfum de scandale sulfureux qui fascine le public. Byron, qui le rencontre à Ravenne, écrit en 1820 : « Sgricci est ici et improvise avec grand succès. C'est aussi un sodomite célèbre, un personnage qui est bien loin d'être respecté en Italie comme il devrait l'être, mais ils rient au lieu de le brûler, et les femmes disent que c'est pitié pour un homme de ce talent. »
Le plus grand scandale arrive en 1819 quand, au sommet de sa gloire, il vient à Rome pour être couronné poète sur le Capitole, mais il est expulsé des États pontificaux quelques jours avant ce grand honneur. L'explication officielle dit qu'il aurait critiqué le gouvernement du pape, mais les mauvaises langues répandent qu'il avait « violé Apollon par derrière. » 
Sa carrière déclinant, il retourne à Florence en 1826 où la protection du grand-duc lui garantit l'impunité malgré la surveillance de la police.

## Sources
- Robert Aldrich, Garry Wotherspoon, Who's who in gay and lesbian history, Volume 2, Routledge, 2000.
- Giovanni Dall'Orto, Sodoma all'improvviso, in Babylonia no 133 (mai 1995)
- Pietro Giordani, Dello Sgricci et degl'improvvisatori in Italia, in Opere, volume 1, Florence, 1851
- Ugo Viviani, Un genio aretino, Tommaso Sgricci, poeta tragico e improvvisatore, Arezzo, 1928.
- Carlo Pocci, Sgricci Tommaso, cenni critico-biografici, in Rivista italiana del teatro, 15 juillet 1943